# ألكسندر نيكولايف
ألكسندر نيكولايف (بالأوكرانية: Ніколаєв Олександр Ігорович)‏ (بالروسية: Николаев Александр Игорович)‏ هو لاعب كرة قدم روسي وأوكراني في مركز حراسة المرمى، ولد في 11 مايو 1993 في بيرديانسك في أوكرانيا. لعب مع FC UkrAhroKom Holovkivka ‏.

## وصلات خارجية
- ألكسندر نيكولايف على موقع قاعدة بيانات كرة القدم.إي يو (الإنجليزية)
- ألكسندر نيكولايف على موقع Soccerway.com (الإنجليزية)